# Fortalesa d'Ujarma
La fortalesa d'Ujarma (en georgià: უჯარმის ციხე) és una fortalesa medieval georgiana de la regió de Kakhètia, al municipi de Sagaredscho.
Es troba a uns quatre quilòmetres al nord del poble d'Ujarma, al marge dret del riu Iori i a prop de la muntanya Gombori.

## Història
Segons el cronista georgià Leonti Mroweli, la pedra angular de la fortalesa d'Ujarma va ser construïda pel rei georgià ibèric Varaz Bakur II als segles III-IV. Al regnat del rei Vakhtang I Cap de Llop, la fortalesa es va ampliar i es va usar com a residència.

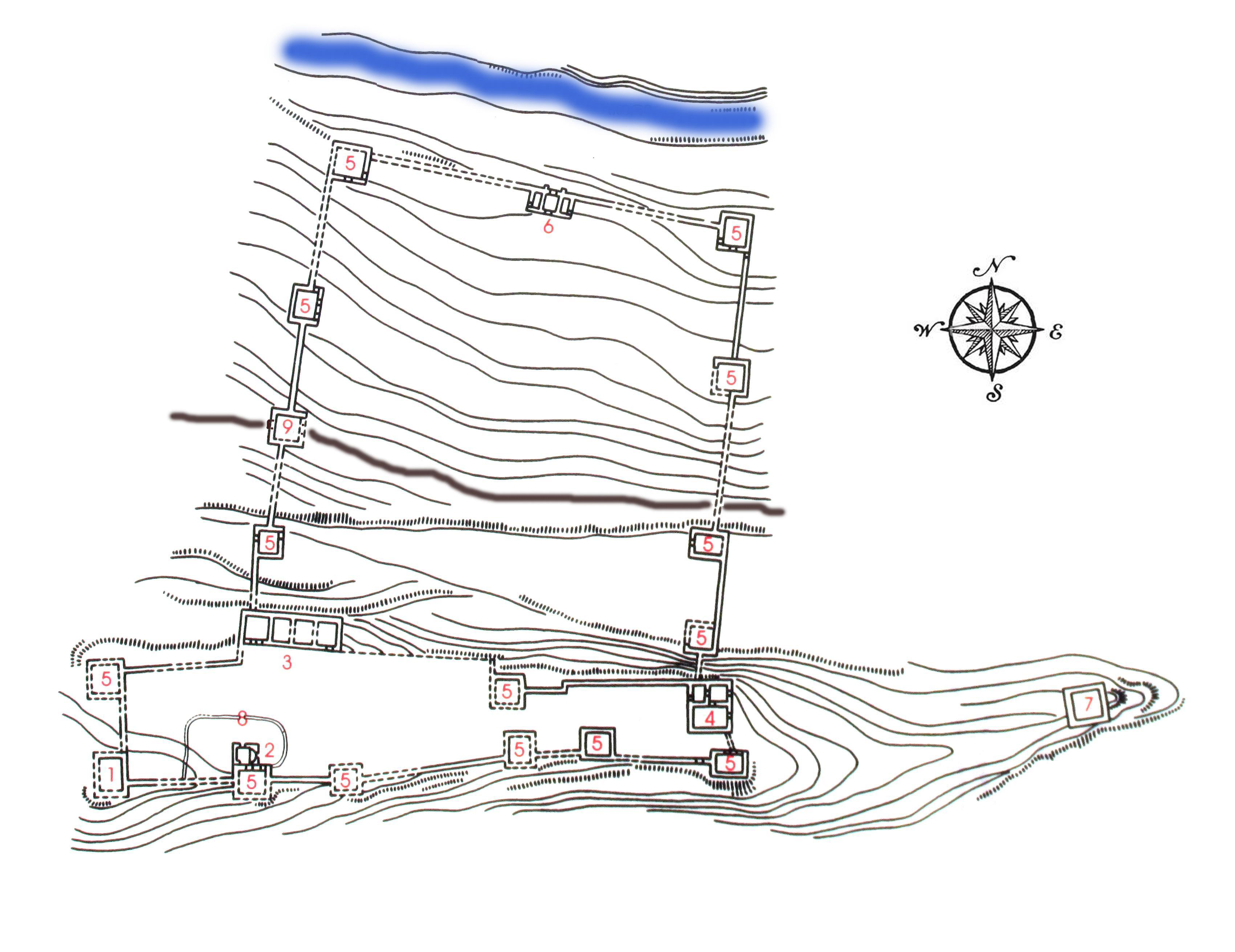
Plànol de la fortalesa

Constava de dues parts: la ciutadella superior a l'altiplà del pujol i la inferior al pendent. Un palau reial se situava a la part oriental. Ujarma va ser conquerida el 914 quan els àrabs van envair la regió del Caucas, anteriorment dominada pels perses. La lluita va deixar una severa destrucció a l'edifici al segle X pel conqueridor àrab Abul Kassim, però va ser restaurada en el segle xii pel rei Giorgi III de Geòrgia, que la va usar com a tresor reial.

## Arquitectura
La ciutat fortalesa va ser construïda en un alt pujol al costat de la riba dreta del riu Iori, que presenta una porta tancada a l'estreta sortida del riu. La ciutat tenia diverses portes, la principal estava situada a l'oest del castell. A la ciutadella de la fortalesa hi ha torres de vigilància, mentre que a la cantonada nord-est del castell es troben les ruïnes d'un edifici residencial de dos pisos.
Hi ha una església construïda amb l'alçada de dos pisos, el primer amb aspecte de més antic i el segon realitzat als X-XI. Està construïda amb grans lloses de pedra amb finestres orientades als costats est i oest.
El mur de la fortalesa seguia un recorregut cap al nord per un pendent rocós fins a la riba del riu. Hi havia 9 torres dintre dels murs. Els pisos segon i tercer de les torres estaven destinats a allotjar les tropes. Tenia una sortida de passadís darrere seu.
L'església Kviratskhoveli encara està dreta al costat del riu Iori. Les seves parets estan revestides de pedra arenosa i maó. Al costat sud n'hi ha una nova església amb una cripta a sota. També es troba al lloc un rastre de l'antiga muralla. Han d'haver estat les restes d'un castell construït pel rei Aspagur I d'Ibèria.
L'any 2012, la revista Forbes va incloure Ujarma en la llista dels 9 castells més antics del món.

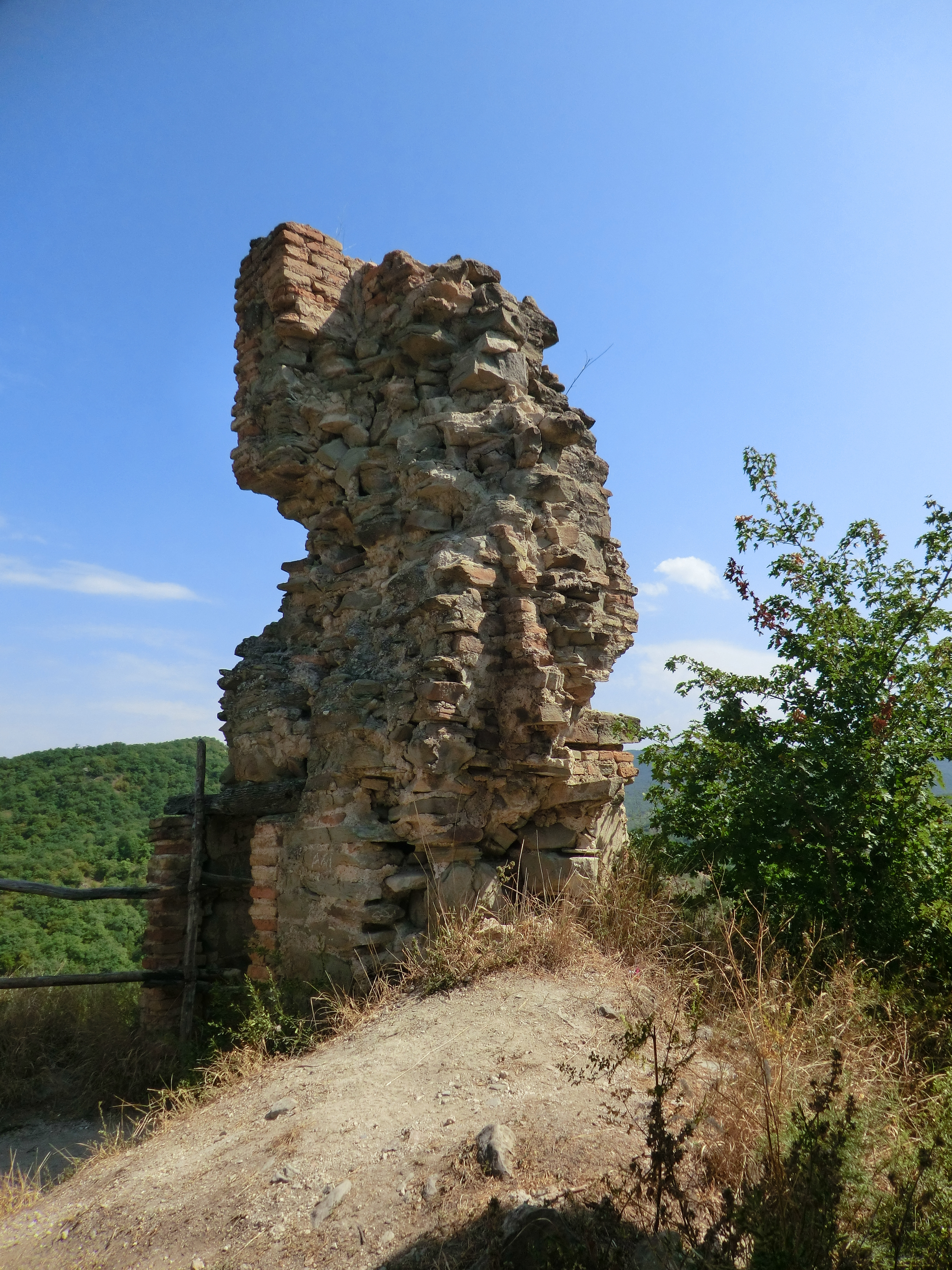
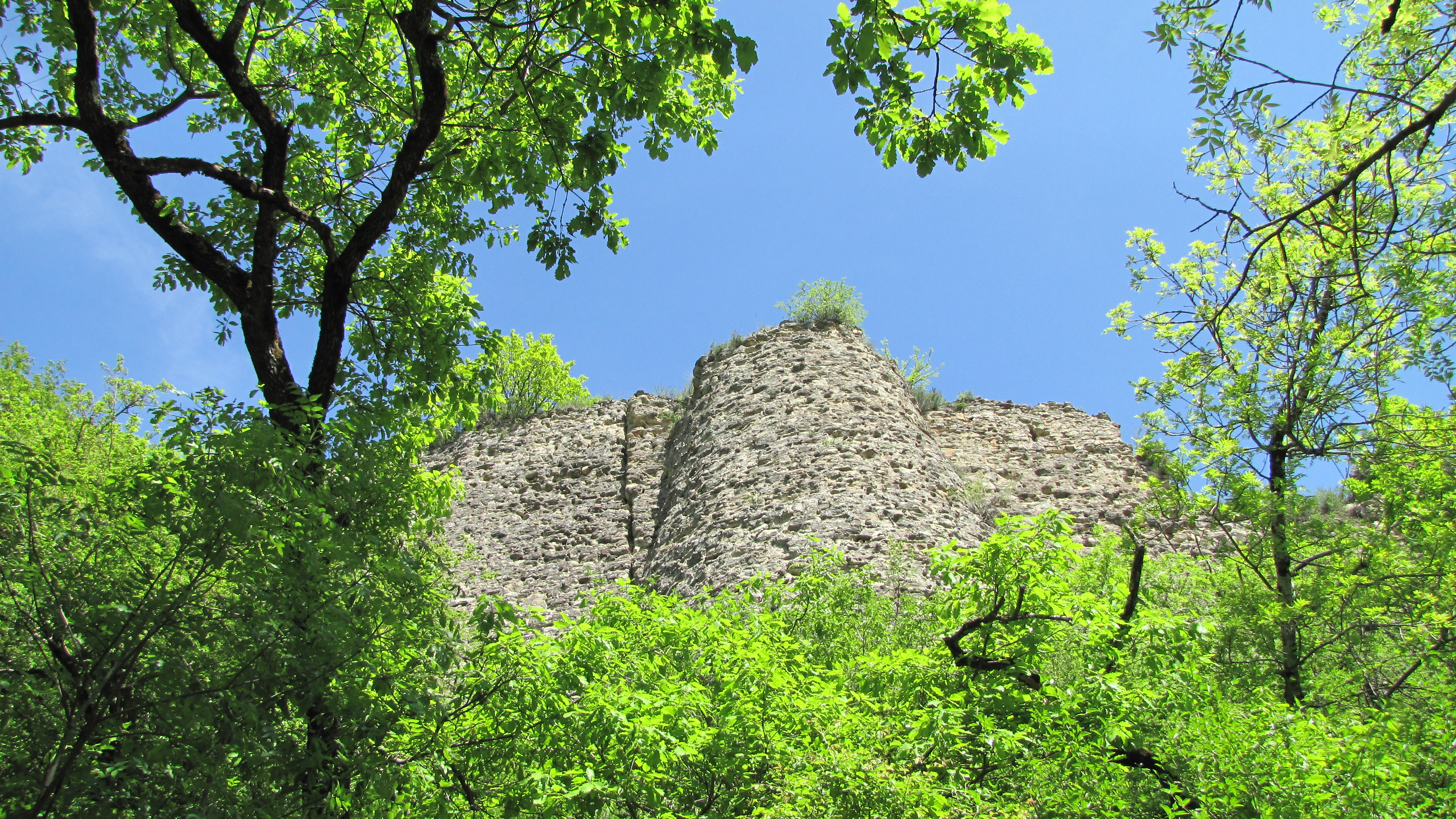
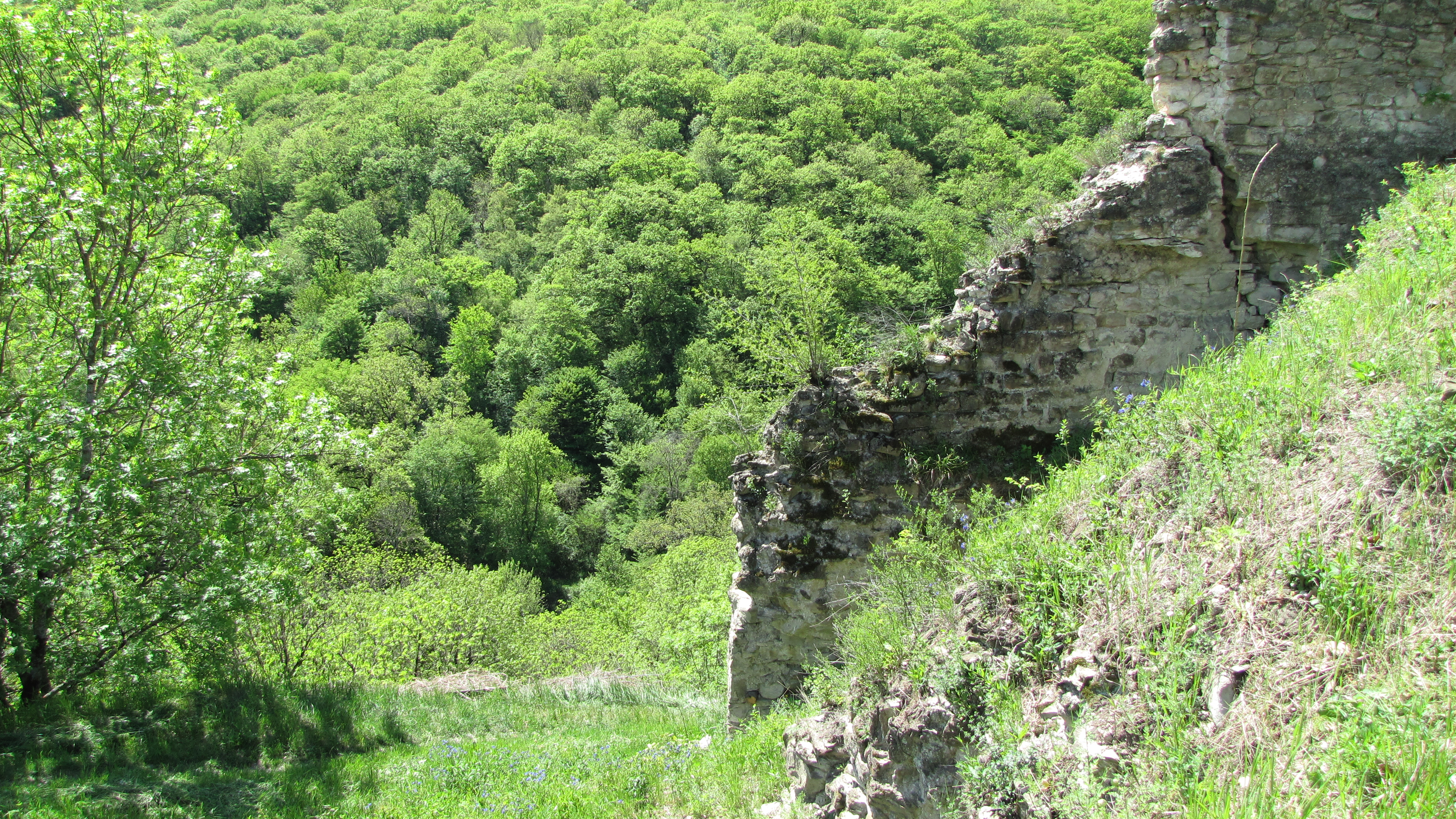
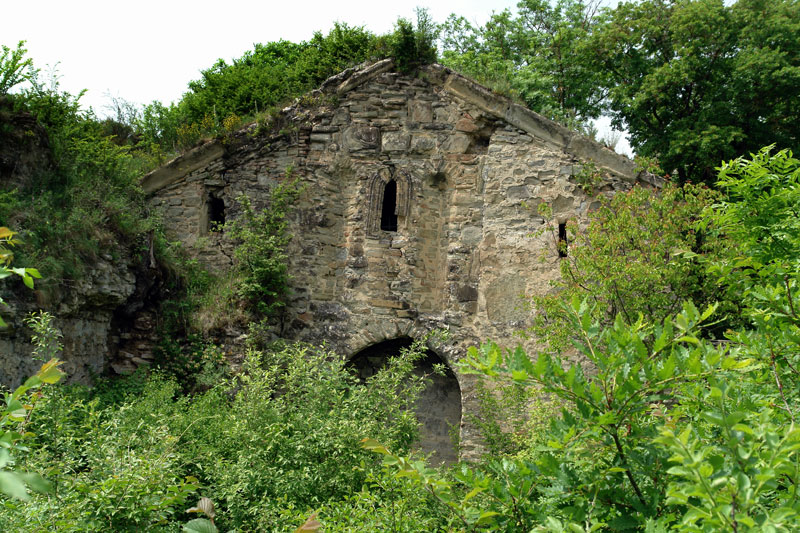
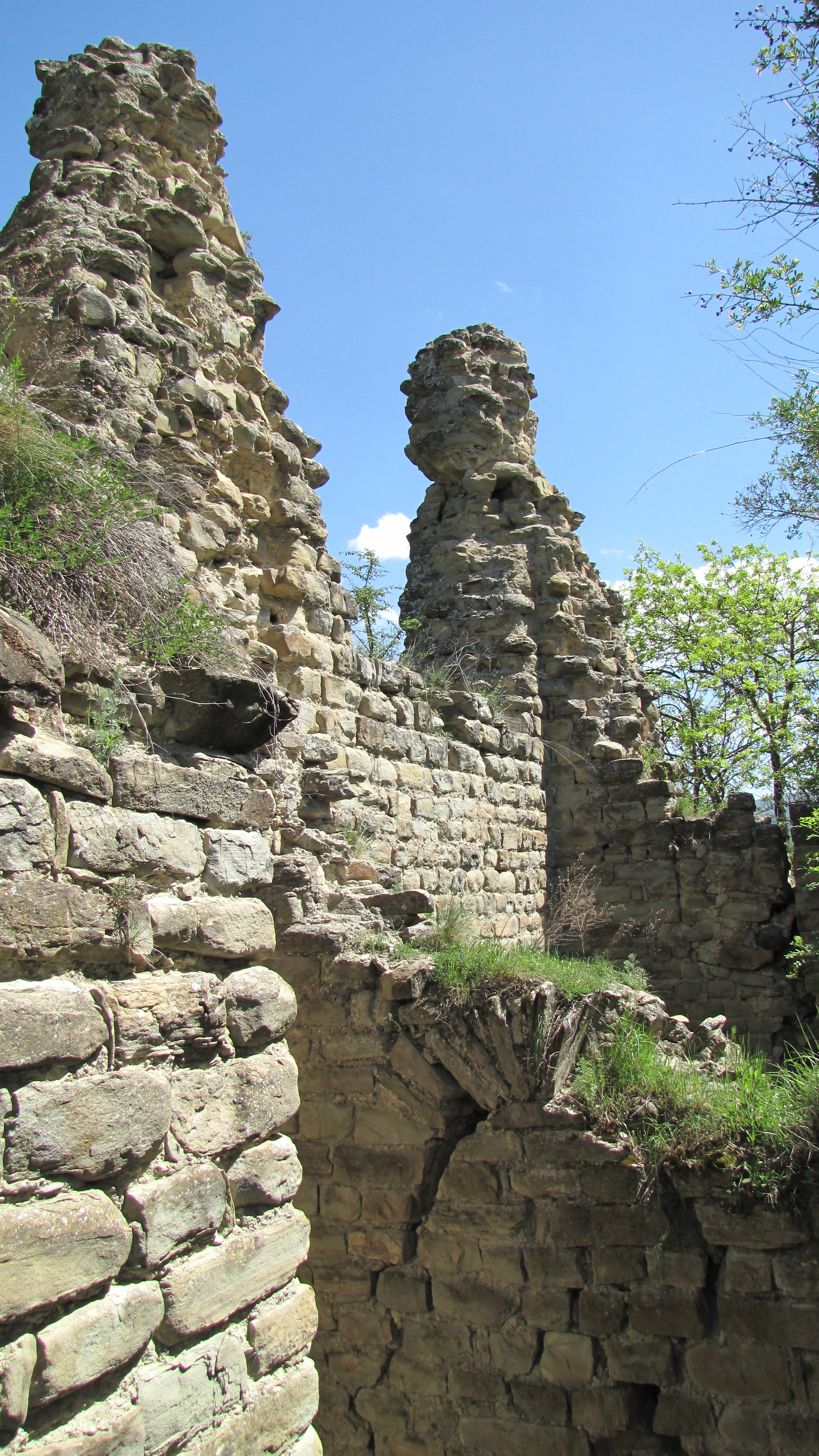